# Aquilino Senra Martinez
Aquilino Senra Martinez (3 de janeiro de 1953) é um físico de nacionalidade brasileira, comendador da Ordem Nacional do Mérito Científico e Professor Titular da Universidade Federal do Rio de Janeiro (UFRJ) desde 1978. Ocupou o cargo de Diretor de Tecnologia da FAPERJ entre os anos de 2023 e 2024. No ano de 2013, foi nomeado presidente das Indústrias Nucleares do Brasil, empresa pública vinculada ao Ministério de Minas e Energia. Permaneceu no cargo até o ano de 2016.
Lotado no Programa de Engenharia Nuclear da Coppe, foi Pesquisador Visitante da Carnegie-Mellon University (1983-1984) em Pittsburgh (EUA). Na UFRJ, ocupou os cargos de diretor da COPPE/UFRJ (2003), coordenador do Programa de Engenharia Nuclear da COPPE/UFRJ (1984-1986), vice-Diretor da COPPE/UFRJ (2007-2013), Presidente do Conselho Deliberativo da COPPE/UFRJ (2002-2004) e presidente do Conselho de Administração da Fundação COPPETEC (2002-2005).
Paralelo a suas atividades na UFRJ, teve participação ativa nos órgãos de tecnologia e agências de fomento. Nesse sentido, foi membro do Comitê Assessor de Engenharia Nuclear do Conselho Nacional de Desenvolvimento Científico (CNPq) (1988-1990) e (1993-1996), membro da Comissão Consultiva de Radioproteção e Segurança Nuclear do Conselho Superior de Política Nuclear da Presidência da República (1998 -1990), membro do Comitê de Avaliação dos Cursos de Pós-Graduação em Engenharia Nuclear da CAPES (1990-1994), membro do Conselho de Coordenadores da FAPERJ (1999-2003), membro do Conselho Superior da FAPERJ (2008-2013) e membro do Conselho Nacional de Ciência e Tecnologia da Presidência da República (2010-2014). Além disso, foi editor da Revista Brasileira de Engenharia (Caderno de Engenharia Nuclear) (1986-1994). Desde 2022 é membro do Instituto Nacional de Reatores Inovadores, aprovado pelo CNPq.
Como consequência da atividade de pesquisa, publicou mais de 60 artigos completos em periódicos científicos indexados de circulação internacional, seis capítulos de livros e 110 artigos completos publicados em anais de congressos. Orientou mais de 40 dissertações Mestrado e mais de 25 teses de Doutorado em Ciências da Engenharia Nuclear. É atualmente nível 1A — o mais alto — entre os bolsistas de Produtividade em Pesquisa do CNPq, além de ser Cientista do Nosso Estado (CNE) da FAPERJ.
Entre as contribuições científicas mais relevantes destacam-se o modelo de Chao-Martinez para determinação da probabilidade de escape dos nêutrons das ressonâncias nucleares e o modelo Campos-Martinez para determinação das integrais de ressonâncias em varetas de combustível nuclear.

## Biografia
Nascido na Espanha, Aquilino chegou ao Brasil em 1958 aos 5 anos de idade. Em 1974 graduou-se em Física pela Universidade do Estado do Rio de Janeiro. Pela Universidade Federal do Rio de Janeiro obteve o título de Mestre (1977) e de Doutorado (1983) em Ciências da Engenharia, tendo defendido a primeira tese da área de Engenharia Nuclear na instituição. Em seu Doutorado, Aquilino foi orientado pelo professor Yung-An Chao, da Carnegie Mellon University, em Pittsburgh, Pensilvânia, EUA, onde passou dois anos. Em 1978, ingressou como docente do Programa de Engenharia Nuclear da Coppe, do qual foi Coordenador de 1984 a 1986, Presidente do Conselho Deliberativo de 2002 a 2005, Presidente do Conselho de administração da Fundação COPPETEC de 2002 a 2005, Vice-Diretor da COPPE de 2007 a 2012. Aquilino também foi membro dos Comitês Assessores do CNPq, da Capes, do Conselho Superior da Faperj e do Conselho Nacional de Ciência e Tecnologia da Presidência da República.

## Pesquisa
Bolsista do CNPq nível 1A, até o momento orientou dezenas de dissertações de Mestrado e teses de Doutorado. Ademais, orientou mais 5 pesquisadores de pós-doutorado. Publicou 61 artigos científicos em periódicos indexados, 110 trabalhos completos em anais de congressos internacionais. Em seus trabalhos mais recentes, pesquisa diferentes áreas da física de Reatores, como o alargamento Doppler, e cinética de nêutrons em sistemas subcríticos guiados por fonte externa de nêutrons.
No tocante às atividades de extensão, participou do desenvolvimento de 20 produtos tecnológicos relacionados com segurança e outros temas relevantes para as usinas nucleares brasileiras.

## Presidência da INB
Em 2013, Aquilino assumiu a presidência da empresa Indústrias Nucleares do Brasil (INB), que em nome da União exerce o monopólio do urânio no país. Permaneceu no cargo até 2016.

## Diretoria de Tecnologia da FAPERJ
No dia 14 de março de 2023, Aquilino Senra Martinez foi nomeado para o cargo de Diretor, símbolo VP-1, da Diretoria de Tecnologia da Fundação Carlos Chagas Filho de Amparo à Pesquisa (FAPERJ), encerrando seu ciclo na instituição no mês de agosto de 2024.

## Prêmios
- Prêmio de Destaque na Área de Tecnologia Nuclear, Eletrobras Termonuclear (2006).
- Ordem Nacional do Mérito Científico -  Comendador da Ordem Nacional do Mérito Científico, Presidência da República (2008).[12]
- Medalha Almirante Tamandaré , Marinha do Brasil (2013).
- Diploma de Submarinista Honorário, Marinha do Brasil (2015).
- LAS/ANS Awards - Personality of the Year, LAS/ANS (2015).[13]
- Prêmio Coppe Mérito Acadêmico - Prêmio Lobo Carneiro (2016).

## Obras
Levantamento de algumas publicações do autor, extraídos do seu currículo Lattes.

### Artigos em periódicos
| Artigos em periódicos |
| --- |
| 2022 - "Doppler Broadening of Neutron Cross-Sections Using Kaniadakis Entropy.". Entropy v.24. pp. 1437 2022 - "A novel analytical solution of the deformed Doppler broadening function using the Kaniadakis distribution and the comparison of computational efficiencies with the numerical solution.". Nuclear Engineering and Technology v.54. pp. 1471-1481 2021 - "Effective medium temperature for calculating the Doppler broadening function using Kaniadakis distribution.". Annals of Nuclear Energy v.161. pp. 108500 2020 - "New analytical formulations for the Doppler broadening function and interference term based on Kaniadakis distributions.". Annals of Nuclear Energy v.135. pp. 106960 2019 - "Analytical solution for the Doppler broadening function using the Kaniadakis distribution.". Annals of Nuclear Energy v.126. pp. 262-268 2015 - "Point kinetics equations for subcritical systems based on the importance function associated to an external neutron source.". Annals of Nuclear Energy v.79. pp. 1-8 2013 - "Solution of the isotopic depletion equations using decomposition method and analytical solutions.". Progress in Nuclear Energy v.69. pp. 53-58 2007 - "Formulation for the Calculation of Reactivity Without Nuclear Power History.". Journal of Nuclear Science and Technology v.44. pp. 1149-1155 2003 - "A neural model for transient identification in dynamic processes with -don't know- response.". Annals of Nuclear Energy v.30. pp. 1365-1381 1999 - "Basic investigations related to genetic algorithms in core designs.". Annals of Nuclear Energy v.26. pp. 173-193 1999 - "Intelligent soft computing in nuclear engineering in Brazil.". Progress in Nuclear Energy v.35. pp. 367-391 1997 - "Adaptive Vector Quantization Optimized by Genetic Algorithm for Real-Time Diagnosis Through Fuzzy Sets.". Nuclear Technology v.120. pp. 188-197 1996 - "Adjoint neutron spectrum calculation for heterogeneous cells.". Journal of Physics D-Applied Physics v.29. pp. 2204-2208 1987 - "The dependence of practical width on temperature.". Annals of Nuclear Energy v.14. pp. 241-247 1981 - "Approximations to Neutron Escape Probability and Dancoff Correction.". Nuclear Science and Engineering v.78. pp. 89-91 1978 - "On Approximations to the Neutron Escape Probability from an Absorbing Body.". Nuclear Science and Engineering v.66. pp. 254-258 |